# Hosjön (Rättviks socken, Dalarna)
Hosjön är en sjö i Rättviks kommun i Dalarna och ingår i Dalälvens huvudavrinningsområde. Sjön har en area på 0,142 kvadratkilometer och ligger 212,2 meter över havet.

## Delavrinningsområde
Hosjön ingår i det delavrinningsområde (675672-146183) som SMHI kallar för Utloppet av Hosjön. Medelhöjden är 231 meter över havet och ytan är 2,65 kvadratkilometer. Det finns inga avrinningsområden uppströms utan avrinningsområdet är högsta punkten. Vattendraget som avvattnar avrinningsområdet har biflödesordning 3, vilket innebär att vattnet flödar genom totalt 3 vattendrag innan det når havet efter 298 kilometer. Avrinningsområdet består mestadels av skog (18 procent), öppen mark (33 procent) och jordbruk (34 procent). Avrinningsområdet har 0,14 kvadratkilometer vattenytor vilket ger det en sjöprocent på 5,1 procent. Bebyggelsen i området täcker en yta av 0,23 kvadratkilometer eller 9 procent av avrinningsområdet.